# Мончази
Мончази́ (рос. Мончазы, башк. Мансаҙы) — присілок у складі Іглінського району Башкортостану, Росія. Входить до складу Охлебінінської сільської ради.
Колишня назва — Мончали.
Населення — 168 осіб (2010; 171 в 2002).